# Утро в горах
«Утро в горах» (нем. Der Morgen in den Bergen) — картина, написанная немецким художником Каспаром Давидом Фридрихом в период с 1822 по 1823 год в городе Дрезден, в Саксонии. Произведение выполнено в рамках романтизма.
Картина представляет собой пейзаж с видом на горы, сделанный со значительной высоты.
Выставлена картина в петербургском Государственном Эрмитаже, в галерее немецкого искусства. В музей она поступила из Центрального хранилища музейных фондов в Павловске в 1945 году.